# Голуби (Ровненская область)
Голуби (укр. Голуби) — село в Смыгской поселковой общине Дубенского района Ровненской области Украины.
Население по переписи 2001 года составляло 70 человек, по данным 2019 года составляло 70 человек. Почтовый индекс — 35646. Телефонный код — 3656. Код КОАТУУ — 5621689505.